# Palisades (río Hudson)
Palisades, también llamadas Palisades de New Jersey o Palisades del Río Hudson, son una línea de acantilados empinados a lo largo del lado oeste de la parte baja del río Hudson en el noreste de Nueva Jersey y el sureste de Nueva York en los Estados Unidos. Los acantilados se extienden al norte de Jersey City unos 32 km hasta cerca de Nyack, y visible en Haverstraw. Se elevan casi verticalmente desde cerca del borde del río, y tienen unos 90 m de altura en Weehawken, aumentando gradualmente a 165 m hacia su extremo norte. Al norte de Fort Lee, las Palisades son parte del Parque Interestatal Palisades y son un Monumento Natural Nacional.
Las Palisades se encuentran entre las características geológicas más dramáticas en las cercanías de la ciudad de Nueva York, formando un cañón del Hudson al norte del puente George Washington, además de brindar una vista del horizonte de Manhattan. Se asientan en la cuenca de Newark, una cuenca de rift ubicada principalmente en Nueva Jersey.
La palabra palisade (lit. empalizada) se deriva de la misma raíz que la palabra palo, en última instancia, de la palabra latina palus, que significa estaca. Una "empalizada" es, en general, una cerca o muro defensivo formado por estacas de madera o troncos de árboles. Los lenape llamaron a los acantilados "rocas que parecen hileras de árboles", una frase que se convirtió en "Weehawken", el nombre de una ciudad en Nueva Jersey que se encuentra en la cima de los acantilados frente al centro de Manhattan.

## Geología

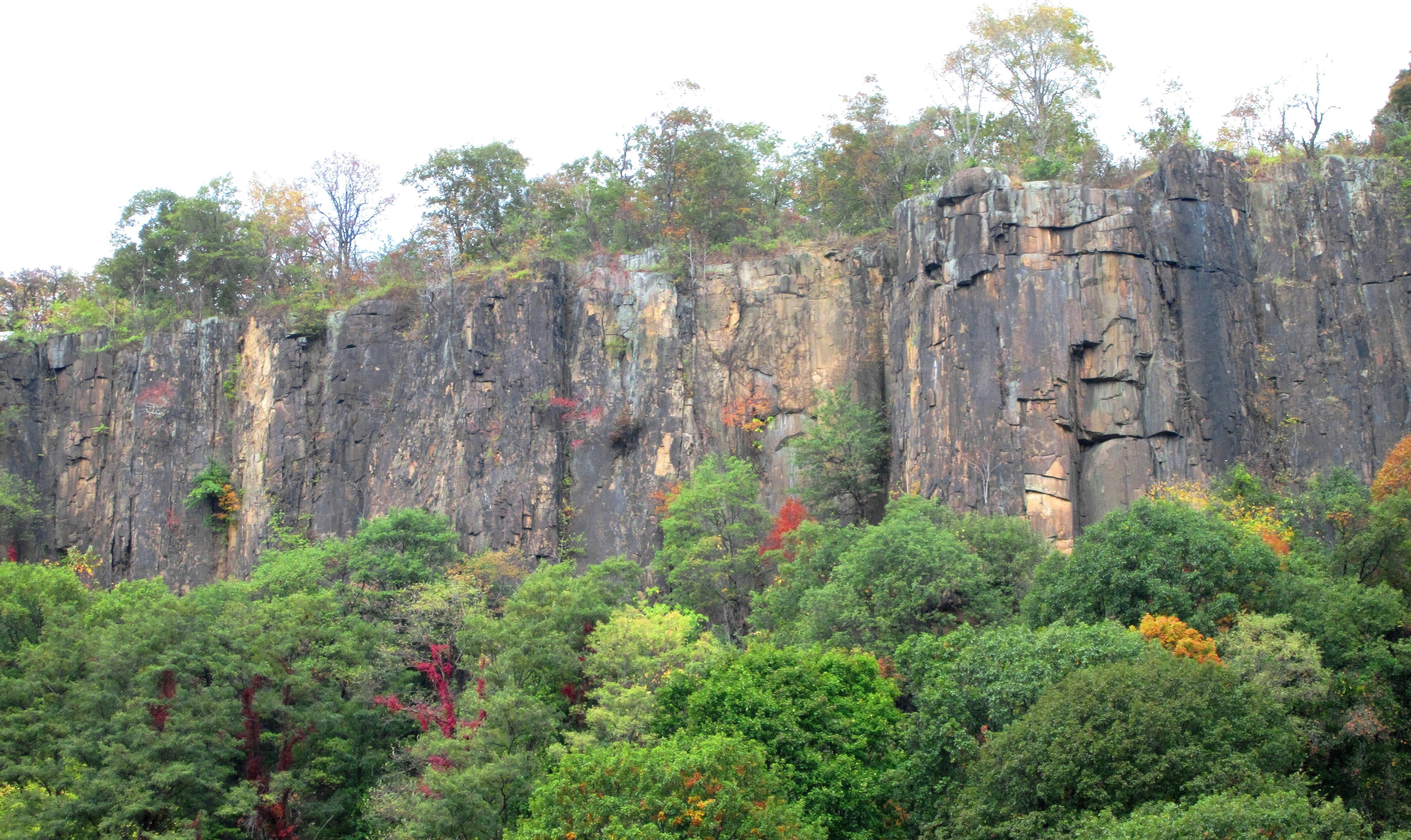
Los acantilados de las Palisades vistos desde el área de pícnic Ross Dock en Palisades Interstate Park

Los acantilados de basalto son el margen de una lámina de diabasa, formado hace unos 200 millones de años, al final del período Triásico por la intrusión de magma fundido hacia arriba en la arenisca. El material fundido se enfrió y solidificó antes de llegar a la superficie. La erosión del agua de la arenisca más blanda dejó atrás la estructura columnar de roca más dura que existe hoy. Los acantilados llegan a tener 100 m de espesor y originalmente pueden incluso haber tenido 300 m.
El evento de extinción del final del Triásico que coincidió con la formación de las Palisades del Hudson, ocurrido hace 200 millones de años en la provincia magmática del Atlántico central, ocupa el segundo lugar en gravedad de los cinco principales episodios de extinción que abarcan el tiempo geológico. La extinción más severa en los últimos 500 millones de años fue la delPérmico-Triásico, conocida informalmente como la Gran Mortandad, coincidió con erupciones de basalto de inundación que produjeron los traps siberianos, que constituyeron una de las eventos volcánicos más grandes conocidos en la Tierra y cubrieron con lava unos 2 millones de km².
Franklyn Van Houten realizó una investigación pionera en una formación rocosa conocida como la cuenca de Newark. Su descubrimiento de un patrón geológico consistente en el que los niveles de los lagos subían y bajaban ahora se conoce como el "ciclo de Van Houten".

## Historia

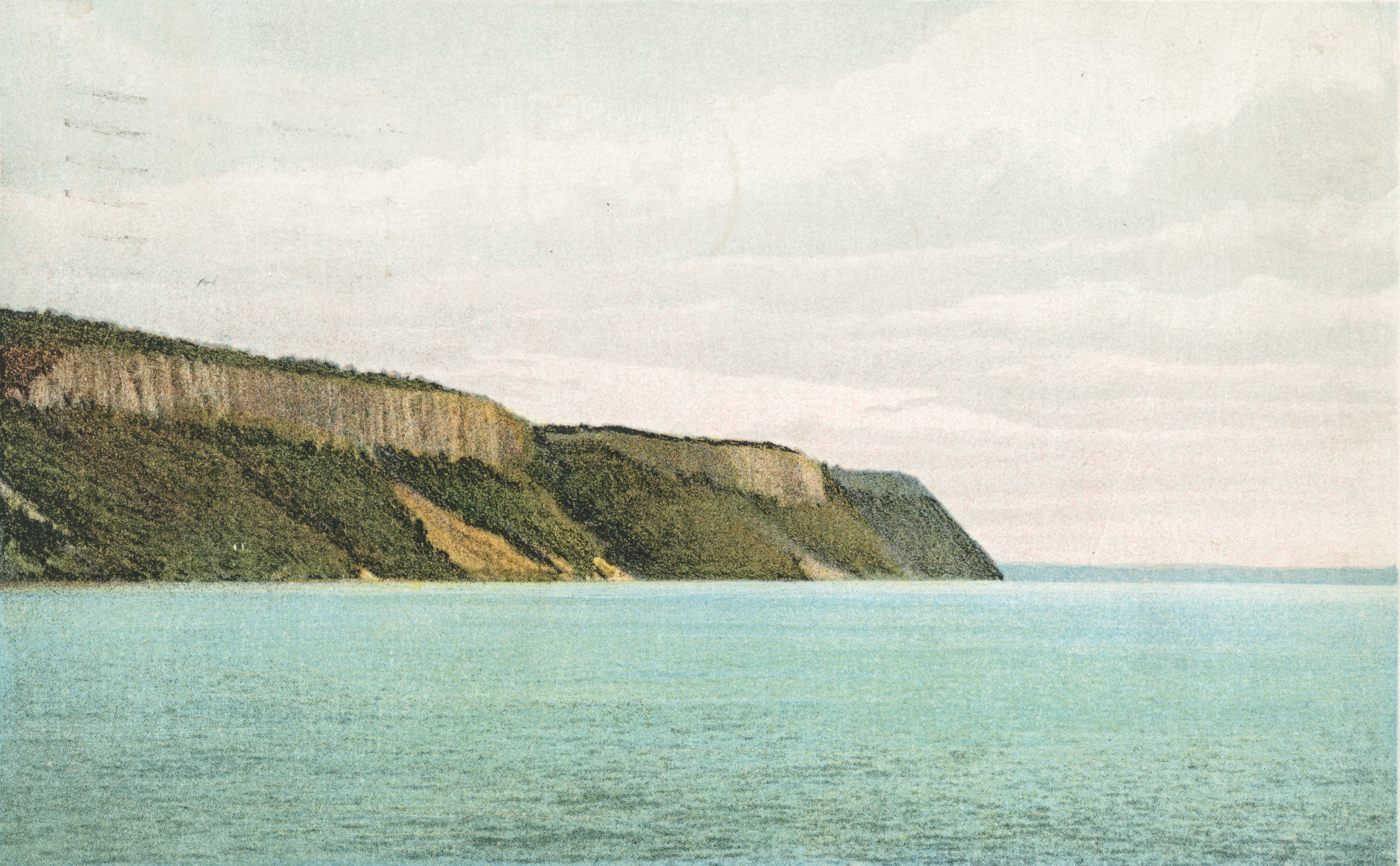
Una postal en color de Palisades de finales de los años 1890

Las Palisades aparecen en el primer mapa europeo del Nuevo Mundo, hecho por Gerardus Mercator en 1541 basado en la descripción que le dio Giovanni da Verrazzano, quien sugirió que se veían como una "valla de estacas".
Durante las primeras etapas de la Revolución de las Trece Colonias, el comandante militar británico Charles Cornwallis desembarcó una fuerza de entre 2500 y 5000 en Huyler's Landing el 20 de noviembre de 1776. En un esfuerzo por tender una emboscada al general estadounidense George Washington y aplastar la rebelión tras la derrota de los rebeldes en la Batalla de Brooklyn y la Batalla de Fort Washington, Cornwallis hizo marchar a sus hombres por las empinadas Palisades y hacia el sur a través del Valle del Norte. Washington, estacionado cerca de Fort Lee, fue alertado del esfuerzo de emboscada por un patriota a caballo desconocido, recordado solo como Closter Rider, y huyó con éxito hacia el oeste a través de Englewood y sobre el río Hackensack, evitando la captura en lo que se recuerda como la retirada de Washington.
Las Palisades fueron escenario de 18 duelos documentados y probablemente de muchos no registrados en los años 1798-1845. El más famoso es el duelo Burr-Hamilton entre Alexander Hamilton y Aaron Burr, que tuvo lugar en un lugar conocido como Heights of Weehawken el 11 de julio de 1804.

Una visitante inglesa, Fanny Trollope, en su libro de 1832 Domestic Manners of the Americans, escribió sobre un parque establecido en Palisades por un empresario de transbordadores de Hoboken en ese momento:
Difícilmente es posible imaginar uno de mayor atractivo; un ancho cinturón de matorrales ligeros y arbustos en flor, salpicado a intervalos con árboles majestuosos, se extiende a lo largo de dos millas a lo largo de un acantilado que domina el inigualable Hudson; a veces empluma las rocas hasta el mismo borde, y otras deja una orilla de guijarros, lo suficientemente áspera como para romper las suaves olas y hacer una música que imita suavemente el fuerte coro del océano. A través de este hermoso y pequeño bosque, una amplia terraza bien cubierta de grava conduce a todos los puntos que pueden exhibir el paisaje con ventaja; senderos más angostos y salvajes divergen a intervalos, algunos hacia la sombra más profunda del bosque, y algunos descienden gradualmente hacia las bonitas calas de abajo. El precio de la entrada a este pequeño edén, son los seis centavos que pagas en el ferry.
Después de la Guerra de Secesión, carteles publicitarios de medicamentos patentados y otros productos cubrían la roca con letras de 6 m alto.
En el siglo XIX, los acantilados fueron explotados intensamente para el balasto del ferrocarril, lo que llevó a los esfuerzos locales para preservarlos. A partir de la década de 1890, se realizaron varios esfuerzos fallidos para convertir gran parte de las Tierras Altas en una reserva forestal. Temiendo que pronto quedaran fuera del negocio, los operadores de canteras respondieron trabajando más rápido: solo en marzo de 1898, se utilizaron más de tres toneladas de dinamita para derribar Washington Head e Indian Head en Fort Lee. Al año siguiente, el trabajo de la Federación de Clubes de Mujeres de Nueva Jersey condujo a la creación de la Comisión de Parques Interestatales de Palisades, encabezada por George W. Perkins, que fue autorizada para adquirir terrenos entre Fort Lee y Piermont. Su jurisdicción se amplió a Stony Point en 1906.
En 1908, el estado de Nueva York anunció planes para trasladar la prisión de Sing Sing a Bear Mountain. El trabajo se inició en el área cerca de Highland Lake (rebautizado Hessian Lake) y en enero de 1909, el estado compró los 3 km² del Bear Mountain. Los conservacionistas, inspirados por el trabajo de la Comisión de Parques Interestatales de Palisades, presionaron con éxito para la creación de la Reserva Forestal Highlands of the Hudson. Sin embargo, el proyecto de la prisión continuó. Mary Williamson Averell, cuyo esposo, el presidente de Union Pacific Railroad, E. H. Harriman, murió en septiembre de ese año, ofreció al estado otros 40 km² y un millón de dólares para la creación de un parque estatal.
George Walbridge Perkins, quien se desempeñó como presidente de la Comisión del Parque Interestatal de Palisades desde su creación en 1900 hasta su muerte en 1920, con quien había estado trabajando, recaudó otros 1,5 millones de dólares de una docena de contribuyentes ricos, incluidos John D. Rockefeller y J. P. Morgan. El estado de Nueva York asignó 2,5 millones equivalentes y el estado de Nueva Jersey asignó 500 000 para construir Henry Hudson Drive (que sería reemplazado por Palisades Parkway en 1947). Finalmente, se suspendió la reubicación de Sing Sing.
En la década de 1910, cuando Fort Lee era un centro de producción cinematográfica, los acantilados se usaban con frecuencia como lugares de rodaje. La más notable de estas películas fue The Perils of Pauline, una serie que ayudó a popularizar el término cliffhanger.
En octubre de 1931, después de cuatro años de construcción, se abrió el puente George Washington entre el Alto Manhattan y Fort Lee.
El 28 de abril de 1940, la Fundación Boy Scout del Gran Nueva York anunció la donación de 723 acres por parte de John D. Rockefeller, Jr. para establecer un campamento de fin de semana para los Boy Scouts de la ciudad de Nueva York.
En junio de 1983, Palisades fue designada Monumento Natural Nacional por el Servicio de Parques Nacionales.
El 12 de mayo de 2012, un desprendimiento de rocas de 10 000 toneladas justo al sur de la frontera estatal dejó una huella de 158 m en los acantilados.
Palisades ahora es parte del Palisades Interstate Park, un destino popular para practicar senderismo y otras actividades recreativas al aire libre, que también incluye el Harriman-Bear Mountain State Park, el Minnewaska State Park Preserve y varios otros parques y sitios históricos en la región.
El 23 de junio de 2015, los funcionarios del conglomerado surcoreano LG Group anunciaron que su nuevo edificio planificado para la sede de América del Norte en Englewood Cliffs, que originalmente fue diseñado para tener 44 m de altura, y habría roto la línea de árboles en la parte superior de Palisades, se reduciría a 21 m de altura, conservando así el contorno de la cumbrera. Numerosos grupos conservacionistas y políticos se habían opuesto al nuevo edificio, incluidos cuatro exgobernadores de Nueva Jersey.